# Capture the Flag
Capture the Flag (prevedeno na hrvatski osvoji zastavicu) je najčešći mod igre u FPS videoigrama. Cilj ovog moda je ukrasti protivničku zastavicu te je donijeti do svoje zastavice. Ako to igrač uspije, dobiva bod. Pobjednik je momčad koja do određenog vremenskog roka skupi veći broj zastavica, ili koja prva skupi zadani broj zastavica.